# Les Week-ends maléfiques du Comte Zaroff
Les Week-ends maléfiques du Comte Zaroff és una pel·lícula de terror francesa del 1976 escrita, protagonitzada i dirigida per Michel Lemoine.

## Sinopsi
Darrer descendent d'una línia d'aristòcrates decadents i perversos, el comte Boris Zaroff és un home de negocis parisenc respectat i ric. Cada cap de setmana es refugia al castell familiar al camp custodiat pel seu majordom Karl. Preocupat per la comoditat del seu amo, aquest sempre aconsegueix trobar-li una nova minyona per alegrar les nits una mica tristes d'aquest lloc aïllat i avorrit. Arrancat per les seves inclinacions sàdiques dels seus avantpassats, Zaroff encarrega a Karl que trobi dones joves per torturar i matar per satisfer els seus impulsos assassins. La seva passió és caçar-les pels boscos del seu domini com llebres.
Però Zaroff és turmentat per l'anterior ocupant de la seva mansió, una tal Anne de Boisreyvault, que era l'amant del seu pare. Vestida de blanc, el seu fantasma ronda el lloc, ja sigui dins o fora del castell. A mesura que va perdent la ment, Karl, que té cura de respectar els morbosos desitjos de la família Zaroff, fa tot el possible perquè perpetuï els seus actes ignominiosos, com volia el seu pare, que era el majordom del famós caçador de joves perdudes a la zona. Però el fantasma d'Anne, que va morir en circumstàncies estranyes, intenta tornar a Boris pel bon camí...

## Repartiment
- Michel Lemoine: Comte Boris Zaroff
- Nathalie Zeiger: Muriel
- Howard Vernon: Karl, majordom de Zaroff
- Joëlle Cœur: Anne
- Martine Azencot: Joëlle
- Stéphane Lorry
- Robert Icart: Francis
- Sophie Grynholc: Secretària
- Patricia Mionnet: Jeanne
- Emmanuel Pluton: Estàtua animada
- Maria Mancini: Stéphanie
- Jean-Claude Romer: Le commentateur au café

## Recepció
La pel·lícula va ser immediatament prohibida i censurada en aquell moment per la junta de censura. El text explicatiu per justificar-ne la prohibició va ser el següent: "Aquesta pel·lícula presenta, sota la cobertura d'una apel·lació a l'estrany i al surrealista, una panoplia completa de moments de sadisme, crueltat, erotisme i fins i tot necrofília que no són temperats ni el més mínim per poesia ni amb humor. Només el poden veure els adults. Classificada X quan es va estrenar, però trobant el seu públic a l'estranger, la pel·lícula va tenir una segona vida a través del vídeo als anys 80 i sota un nou títol, Sept femmes pour un sadique.
L'any 2020, la pel·lícula va ser restaurada i editada en Blu-Ray UHD en la seva versió actual i no l'original de l'editorial Le Chat Qui Fume amb bonus com entrevistes amb el director Michel Lemoine i l'actor-periodista Robert de Laroche, un comentari d'àudio de Robert de Laroche, quatre escenes, imatges i muntatge inèdits, dos curtmetratges de Robert de Laroche, un documental titulat Paris Ciné Bis i el tràiler. A més, Le Chat Qui Fume també ha publicat un llibre que conté 350 fotos del plató de la pel·lícula, així com un mini LP de vinil de la banda sonora.

## Nominacions i premis
La pel·lícula va participar en la secció oficial del X Festival Internacional de Cinema Fantàstic i de Terror de Sitges 1977, on fou guardonada amb la Medalla de Plata a la millor fotografia (Philippe Théaudière).